# Reserva Biológica Burle Marx
A Reserva Biológica Burle Marx ou Horto Florestal Burle Marx é uma unidade de conservação municipal, localizada em Guarulhos, São Paulo, gerida pela prefeitura de Guarulhos e estabelecida pela lei municipal nº  3.703/90). A Reserva Biológica Burle Marx cria uma zona ambiental legalmente protegida, preservando a biodiversidade da região, e contendo o avanço de ocupação urbana. A unidade de conservação foi criada 2 anos antes do Sistema Nacional de Unidades de Conservação da Natureza.